# Manuel Serrano (Diplomat)

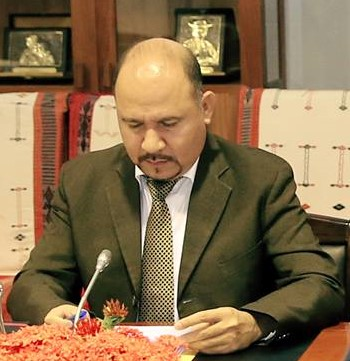
Manuel Serrano (2018)

Manuel de Aráujo Serrano (* 17. Juni 1972 in Portugiesisch-Timor) ist ein osttimoresischer Diplomat.

## Werdegang
In Ostjava studierte Serrano Bauingenieurswesen. 1997 war er Generalmanager der Foundation Jakarta und 1998 Mitglied des Central Information Department of Information Jakarta. 2002 arbeitete Serrano für die Stiftung von Xanana Gusmão.
Von 2005 bis 2006 diente Serrano als Stabschef von Außenminister José Ramos-Horta, dann war er Generalkonsul Osttimors in Bali.
Am 29. Januar 2009 wurde Serrano von José Ramos-Horta, nun Staatspräsident, zum Nachfolger von Ovídio Amaral als Botschafter Osttimors in Indonesien ernannt. Seine Akkreditierung gab Serrano am 18. Februar 2009 ab. 2016 folgte ihn auf diesen Posten Alberto Carlos.
Serrano war Generaldirektor des Serviço Nacional de Inteligência SNI (Stand 2017/2020).

## Sonstiges
Serrano ist verheiratet mit Janse Belandina Serrano.